# Xi Puppis
Pour les articles homonymes, voir Asmidiske.
Désignations
Xi Puppis (en abrégé ξ Pup) est une étoile de magnitude +3,34 située dans la constellation de la Poupe. Elle porte également le nom traditionnel d'Asmidiske (ou Azmidiske). L'Union astronomique internationale lui a retenu, le 1er juin 2018, le nom d'Azmidi.
On notera qu'un nom très voisin (Aspidiske) a été donné à ι Carinae. 
Xi Puppis pourrait être un système d'étoiles triple. Son étoile primaire est une supergéante jaune de type spectral G6 Ib. Elle s'est avérée être une binaire spectroscopique avec une période orbitale de 364 jours. La troisième étoile, qui pourrait être membre du système, est une compagne de 13e magnitude située à une distance de 4,8".